# Veľké Straciny
Veľké Straciny (ungarisch Nagyhalom – bis 1907 Nagysztracin) ist eine Gemeinde im Süden der Slowakei mit 173 Einwohnern (Stand 31. Dezember 2024). Sie gehört zum Okres Veľký Krtíš, einem Kreis des Banskobystrický kraj.

## Geographie
Die Gemeinde befindet sich im Talkessel Ipeľská kotlina, einem Teil der größeren Einheit Juhoslovenská kotlina, in einem Seitental des Baches Stracinský potok im Einzugsgebiet des Ipeľ. Das Ortszentrum liegt auf einer Höhe von 210 m n.m. und ist sechs Kilometer von Veľký Krtíš entfernt.
Nachbargemeinden sind Malé Straciny im Norden und Osten, Malé Zlievce im Südosten, Olováry im Süden, Malý Krtíš im Südwesten und Westen und Veľký Krtíš im Nordwesten.

## Geschichte

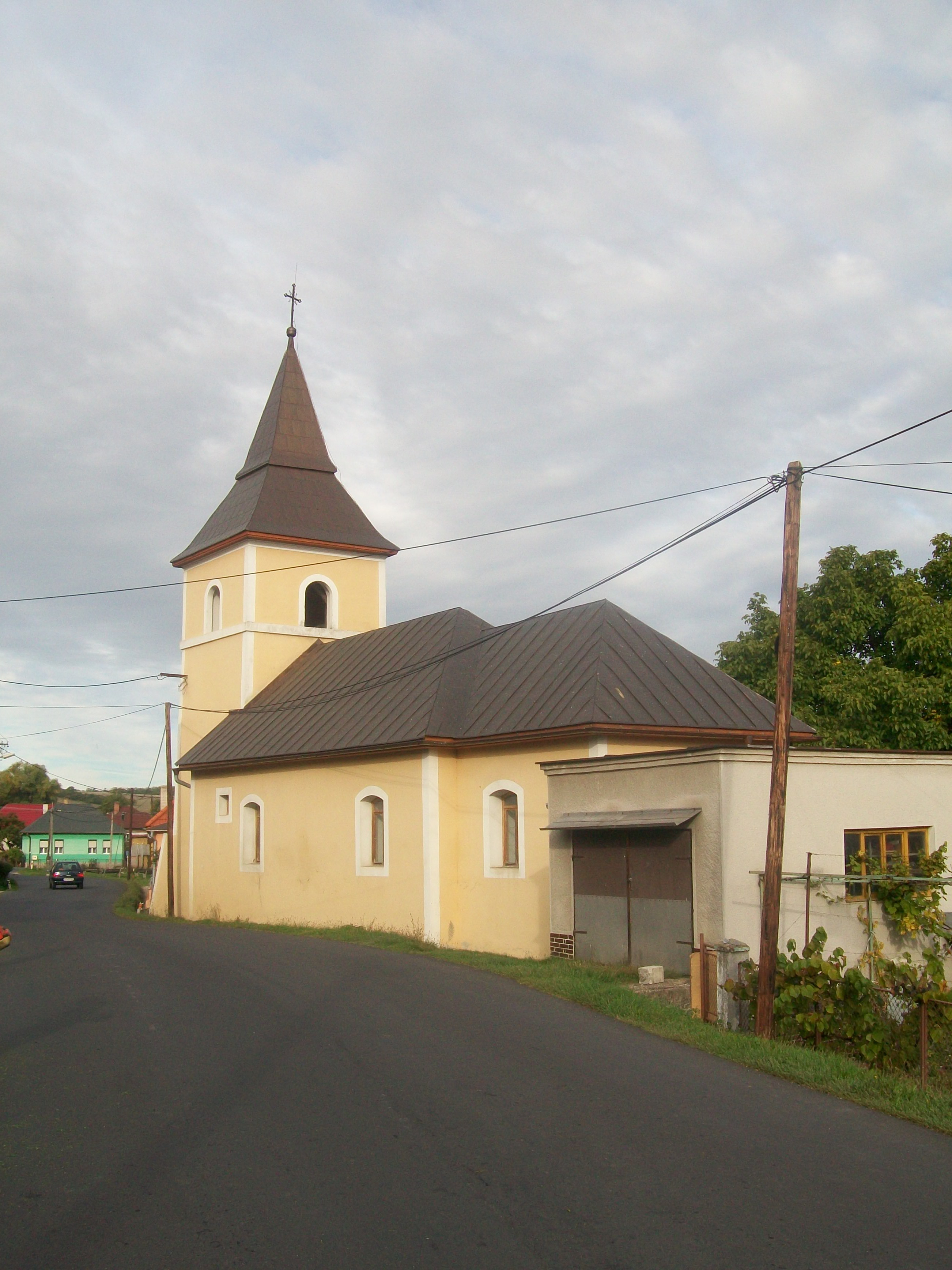
Evangelische Kirche in Veľké Straciny

Veľké Straciny wurde zum ersten Mal 1236 als Stracin schriftlich erwähnt und lag zuerst im Herrschaftsgebiet der königlichen Burg Hont, ab der ersten Hälfte des 14. Jahrhunderts in der Herrschaft Szécsény. Nach der türkischen Besetzung des Gebiets zwischen 1554 und 1593 war das Dorf Besitz verschiedener Familien. 1828 zählte man 26 Häuser und 255 Einwohner, die als Landwirte, Schafhalter und Winzer beschäftigt waren.
Bis 1918/1919 gehörte der im Komitat Neograd liegende Ort zum Königreich Ungarn und kam danach zur Tschechoslowakei beziehungsweise heute Slowakei. Von 1988 bis 1992 war Veľké Straciny Teil der Stadt Veľký Krtíš.

## Bevölkerung
| Jahr                | 1994 | 2004     | 2014     | 2024    |
| ------------------- | ---- | -------- | -------- | ------- |
| Anzahl der Personen | 172  | 153      | 175      | 173     |
| Unterschied         |      | −11,04 % | +14,37 % | −1,14 % |

| Jahr                | 2023 | 2024    |
| ------------------- | ---- | ------- |
| Anzahl der Personen | 174  | 173     |
| Unterschied         |      | −0,57 % |

Gemäß der Volkszählung 2011 wohnten in Veľké Straciny 162 Einwohner, davon 146 Slowaken, drei Roma und zwei Magyaren. 11 Einwohner machten keine Angabe zur Ethnie.
78 Einwohner bekannten sich zur Evangelischen Kirche A. B., 44 Einwohner zur römisch-katholischen Kirche und ein Einwohner zur orthodoxen Kirche. 16 Einwohner waren konfessionslos und bei 23 Einwohnern wurde die Konfession nicht ermittelt.

## Bauwerke
- evangelische Kirche im gemischten barock-klassizistischen Stil aus dem Jahr 1776, in der zweiten Hälfte des 19. Jahrhunderts neu gestaltet
- Ruinen eines Landschlosses im Spätrenaissancestil aus dem späten 17. Jahrhundert

## Verkehr
Durch den Ort passiert die Straße 3. Ordnung 2602 zwischen Malý Krtíš und Bušince, in der Ortsmitte beginnt die Straße 3. Ordnung 2585 nach Malé Straciny und Pôtor.